# Liste fiktiver Witzfiguren
Dies ist eine Liste fiktiver Witzfiguren, d. h. der Namen von Hauptfiguren in vielen Witzen. Der Schwerpunkt der Liste liegt auf dem deutschsprachigen Raum, sie ist jedoch nicht ausschließlich darauf beschränkt.
Witzfiguren sind nicht zu verwechseln mit Tricksterfiguren (wie beispielsweise Nasreddin oder Till Eulenspiegel). Einige der Witzfiguren sind – unter verschiedenen Namen – in vielen Ländern verbreitet, wie beispielsweise Klein Fritzchen (in englischsprachigen Ländern: Little Johnny; in Frankreich: Toto; in Russland: Wowotschka (Koseform des Namens Wladimir), in China: Xiaoming 小明 usw., vgl. Fritzchen in anderen Ländern). Häufig wurden (reale) Personen (insbesondere Politiker) zu Witzfiguren, beispielsweise im politischen Witz der Sowjetunion oder in Kohl-Witzen. Diese werden hier jedoch ausgeklammert. In vielen Witzen wird auch mit ethnischen Stereotypen gearbeitet (beispielsweise in den russischen Tschuktschen-Witzen), die hier ebenfalls weitgehend ausgeklammert werden.
Eine Reihe Witzfiguren deutscher Zunge erschien im Falken-Verlag Sicker in Wiesbaden (in der Falken-Bücherei).

## Witzfiguren
Die folgende Übersicht erhebt keinen Anspruch auf Aktualität oder Vollständigkeit:

### In deutschsprachigen Witzen
- Antek und Frantek (Antek und Franzek), die beiden Oberschlesier
- Bolle (Berlin)
- Major von Bülow
- Fritzchen
- Graf Bobby (Wien)
- Hein und Fietje (Hamburg)
- Der Irre
- Kare und Lucke (Kare und Lugge) (München)
- Klein Erna
- Klein Fritzchen
- Marjellchen (Ostpreußen)
- Nante (Berlin)
- Der Ostfriese
- Piefke
- Der Schotte
- Tünnes und Schäl (Köln)
- Major von Zitzewitz (Baron)

### Weitere (nach Ländern)
Russland
- Anka – in Tschapajew-und Petka-Witzen
- Neureiche Russen (im russischen Witz)
- Petka – in Tschapajew-und Petka-Witzen
- Rabinowitsch (im russischen Witz)
- Sherlock Holmes und Doktor Watson (im russischen Witz)
- Stierlitz
- Tschapajew – in Tschapajew-und Petka-Witzen (nach W. I. Tschapajew)
- Wowotschka

Bulgarien
- Leute aus Gabrowo

China
- Xiaoming 小明

Frankreich
- Toto

Iran
- Leute aus Qazvin, Rasht und Esfahan, sowie der Türke und weitere Ethnien

Türkei
- Temel und Dursun

### Weitere
- Kohn und Grün im jüdischen Witz